# ناثان هورتون
ناثان هورتون هو لاعب هوكي الجليد كندي، ولد في 29 مايو 1985 في ويلاند في كندا.

## وصلات خارجية
- ناثان هورتون على موقع دوري الهوكي الوطني (الإنجليزية)
- ناثان هورتون على موقع قاعة مشاهير الهوكي (لاعب أن.إتش.أل) (الإنجليزية)
- ناثان هورتون على موقع EliteProspects.com (الإنجليزية)
- ناثان هورتون على موقع HockeyDB.com (الإنجليزية)
- ناثان هورتون على موقع Hockey-Reference.com (الإنجليزية)